# Androcharta klagesi
Androcharta klagesi är en fjärilsart som beskrevs av Rothschild 1912. Androcharta klagesi ingår i släktet Androcharta och familjen björnspinnare. Inga underarter finns listade i Catalogue of Life.